# Liste der Monuments historiques in Urcy
Die Liste der Monuments historiques in Urcy führt die Monuments historiques in der französischen Gemeinde Urcy auf.

## Liste der Immobilien
| Bezeichnung          | Beschreibung                                                                          | Standort                                  | Kennzeichnung | Schutzstatus | Datum | Bild           |
| -------------------- | ------------------------------------------------------------------------------------- | ----------------------------------------- | ------------- | ------------ | ----- | -------------- |
| Château de Montculot | Schloss, 15. Jahrhundert, ab 1751 erweitert; mit den Nebengebäuden und der Parkanlage | nordwestlich des Ortes an der D 35 (Lage) | PA21000029    | Inscrit      | 2003  | weitere Bilder |

## Liste der Objekte
| Bezeichnung                 | Beschreibung                                  | Standort                       | Kennzeichnung | Schutzstatus | Datum | Bild |
| --------------------------- | --------------------------------------------- | ------------------------------ | ------------- | ------------ | ----- | ---- |
| Skulptur Heiliger Rochus    | Kalkstein, zweite Hälfte des 17. Jahrhunderts | in der Kirche St-Médard (Lage) | PM21002411    | Classé       | 1976  |      |
| Skulptur Heiliger Sebastian | Kalkstein, 16. Jahrhundert                    | in der Kirche St-Médard (Lage) | PM21002412    | Classé       | 1978  |      |
| Weiße Kasel                 | Seide, bestickt, 18. Jahrhundert              | in der Kirche St-Médard (Lage) | PM21002413    | Classé       | 1978  |      |
| Grüne Kasel                 | Seide, bestickt, 18. Jahrhundert              | in der Kirche St-Médard (Lage) | PM21002414    | Classé       | 1978  |      |
| Skulptur eines Geistlichen  | Stein, 16. Jahrhundert                        | in der Kirche St-Médard (Lage) | PM21003711    | Inscrit      | 1976  |      |